# HD 88133
HD 88133 – gwiazda typu żółty podolbrzym. Znajduje się w gwiazdozbiorze Lwa w odległości około 243 lat świetlnych.
W 2004 roku odkryto planetę HD 88133 b krążącą wokół tej gwiazdy.